# Burmannia larseniana
Burmannia larseniana är en enhjärtbladig växtart som beskrevs av D.X.Zhang och Richard M.K. Saunders. Burmannia larseniana ingår i släktet Burmannia och familjen Burmanniaceae. Inga underarter finns listade i Catalogue of Life.